# حملة الجفجافة
حملةالجفجافة (11-14 أبريل 1916) هي عملية استباقية طويلة المدى شنتها تشكيل مركب من الإمبراطورية البريطانية ضد القوات العثمانية في بئر الجفجافة في صحراء سيناء. وكانت جزءًا من حملة سيناء وفلسطين في الحرب العالمية الأولى. تقع بئر الجفجافة في صحراء سيناء على بعد اثنين وخمسين ميلاً (84 كم) إلى الشرق من الإسماعيلية على قناة السويس. نفذ الغارة رجال من اللواء الثالث للخيالة الخفيفة، بدعم من مفارز صغيرة من فيالق أخرى ومجموعة أكبر من فيلق نقل الجمال المصري. على الرغم من أن بعض الأستراليين قد شهدوا عملاً في حملة جاليبولي، إلا أن هذه كانت أول عملية هجومية تنفذها أي قوة أسترالية خلال حملة سيناء وفلسطين.
كانت الغارة ناجحة تمامًا بالنسبة للبريطانيين. فبتكلفة مقتل رجل واحد، وهو أول ضحية خفيفة للخيول في الحملة، قتلوا ستة رجال وأسروا ستة وثلاثين آخرين ودمروا البنية التحتية للبئر. عاد الغزاة بسلام إلى خطوطهم. وتقديرًا لإنجازهم، تم منح الرائد ويليام هنري سكوت، قائد الغارة وسام رفيق الخدمة المتميزة.